# Mode llarg
En l'arquitectura d'ordinadors AMD64 (x86-64), el mode llarg (en anglès, long mode) és el mode en què una aplicació o sistema operatiu de 64 bits poden accedir a les instruccions i els registres de 64 bits del processador, mentre que els programes de 32 bits i 16 bits s'executen en un sub-mode de compatibilitat.
Un processador x86-64 actua de la mateixa manera que un processador IA-32 quan va a mode real o mode protegit, que són sub-modes suportats quan el processador no és en mode llarg.
Un bit en el camp dels atributs estesos del CPUID informa programes en els modes real o protegit, si el processador pot anar a mode llarg, cosa que permet que el programa detecti un processador x86-64. Això és similar al bit d'atributs del CPUID que els processadors Intel IA-64 fan servir per permetre que els programes detectin que estan funcionant sota emulació IA-32.